# Chambre de commerce et d'industrie de région Bourgogne-Franche-Comté
La chambre de commerce et d'industrie de région Bourgogne-Franche-Comté (CCI Bourgogne-Franche-Comté) regroupe les chambres de commerce et d'industrie de la région Bourgogne-Franche-Comté.

## Mission
La chambre de commerce et d'industrie de région Bourgogne-Franche-Comté est un organisme chargé de représenter les intérêts des entreprises commerciales, industrielles et de service de Bourgogne-Franche-Comté et de leur apporter certains services. Elle mutualise et coordonne les efforts des six CCI de Bourgogne-Franche-Comté.
Comme toutes les CRCI, elle est placée sous la tutelle du préfet de région représentant le ministère chargé de l'industrie et le ministère chargé des PME, du Commerce et de l'Artisanat.

## CCI en faisant partie
Cette CCI couvre les actions de six CCI :
- la chambre de commerce et d'industrie du Jura ;
- la chambre de commerce et d'industrie métropole de Bourgogne ;
- la chambre de commerce et d'industrie de la Nièvre ;
- la chambre de commerce et d'industrie Saône-Doubs ;
- la chambre de commerce et d'industrie du Territoire de Belfort ;
- la chambre de commerce et d'industrie de l'Yonne.